# Nuevo Sonora, Palenque
Nuevo Sonora är en ort i Mexiko.   Den ligger i kommunen Palenque och delstaten Chiapas, i den sydöstra delen av landet, 800 km öster om huvudstaden Mexico City. Nuevo Sonora ligger 257 meter över havet och antalet invånare är 583.
Terrängen runt Nuevo Sonora är huvudsakligen kuperad, men åt sydväst är den platt. Terrängen runt Nuevo Sonora sluttar norrut. Runt Nuevo Sonora är det ganska glesbefolkat, med 34 invånare per kvadratkilometer. Närmaste större samhälle är Palenque, 14,0 km nordväst om Nuevo Sonora. I omgivningarna runt Nuevo Sonora växer i huvudsak städsegrön lövskog.